# Eymundsson
Eymundsson ist ein männlicher isländischer Name.

## Herkunft und Bedeutung
Der Name ist ein Patronym und bedeutet Eymundurs Sohn. Die weibliche Entsprechung ist Eymundsdóttir (Eymundurs Tochter).

## Namensträger
- Sigfús Eymundsson (1837–1911), isländischer Fotograf und Buchhändler
- Þórarinn Eymundsson (* 1977), isländischer Reiter und Pferdezüchter